# Правило боя
«Правило боя» (англ. The Fight Rules) — спортивная драма, экшн 2017 года о боксе и боях без правил украинского режиссёра Алексея Шапарева по сценарию Ивана Тимшина.

## Сюжет
Тарас, в прошлом перспективный боксер, вместе с друзьями зарабатывает на жизнь законами улиц. Болезнь матери заставляет Тараса отправиться на нелегальный тотализатор по боям без правил, где он очень быстро делает карьеру, но находит себе врага в лице криминального авторитета Скульского, который оставляет Тараса без выигрыша, необходимого на операцию, и ставит под угрозу жизнь его друзей. Тарас жаждет мести и ищет возможность вытащить друзей из беды. Узнав, что боксёрский клуб Скульского готовится к финальному бою главного городского турнира по боксу против родного Тарасу клуба, он возвращается в бокс, чтобы помочь своему тренеру. Но когда мафия ставит на кон миллион долларов, правила бокса перестают действовать, начинают действовать правила боя.

## В ролях
| Актёр               | Роль             |
| ------------------- | ---------------- |
| Владислав Никитюк   | Тарас            |
| Евгений Галич       | Игорь            |
| Алексей Горбунов    | Карпов           |
| Станислав Боклан    | Скульский        |
| Дарья Трегубова     | Марта Березня    |
| Сергей Житниковский | Дезера           |
| Ахтем Сейтаблаев    | человек в чёрном |
| Дмитрий Ступка      | Димон            |
| Анатолий Пашинин    | Анисим           |
| Сергей Романюк      | босс             |
| Павел Ли            | Дизель           |
| Станислав Мельник   | «Шпингалет»      |
| Борис Абрамов       |                  |
| Александр Усик      | камео            |

## Производство
Первый съёмочный день фильма состоялся 11 февраля 2016 года. Ему предшествовали несколько месяцев подготовки актёров. Исполнители ролей боксёров Влад Никитюк и Евгений Галич регулярно тренировались под руководством постановщика (хореографа) боёв Сергею Житниковскому. Для съёмок сцен боёв без правил MMA была построена специальная арена-клетка, в которой актёры сходились перед камерой в поединке. Зрители-массовка должны были кричать и эмоционально реагировать на происходящее на арене. Когда в поединке схлестнулись настоящие бойцы, массовку не нужно было подгонять. То, что происходило на арене, заводило массовку, как настоящие бои без правил MMA.

## Показы и прокат
Премьера фильма «Правило боя» состоялась 26 января 2017 года.

## Пресса
- Ломаченко вдохновил киношников на первую в Украине драму о боксе Архивная копия от 25 февраля 2016 на Wayback Machine
- На сайті «Главред» відбувся чат з режиссёром фільму «Правило бою» Архивная копия от 9 ноября 2016 на Wayback Machine
- Алексей Шапарев презентовал спортивный экшен Архивная копия от 9 ноября 2016 на Wayback Machine
- Бюджет первой украинской спортивной драмы «Правило боя» составил $0,5 млн Архивная копия от 9 ноября 2016 на Wayback Machine